# 발렌시아 시립 경기장
발렌시아 시립 경기장(발렌시아어: Estadi Ciutat de València esˈtaði siwˈtad de vaˈlensi.a,스페인어: Estadio Ciudad de Valencia esˈtaðjo θjuˈðað ðe βaˈlenθja[*])은 발렌시아의 축구 전용 경기장으로, 현재 레반테의 안방 구장이다. 1969년에 개장한 이 구장은 26,354명을 수용할 수 있는 스페인에서 23번째로, 발렌시아 주에서 4번째로 큰 경기장이다.
2014년 9월 8일, 이 경기장에서 스페인은 북마케도니아와 유로 2016 예선전을 벌여 5-1로 이겼다.
이 경기장은 2020년에 재단장하여 지붕, 비디오 스크린, 그리고 현대적 조명 장치가 설치되었다.